# Labidostomis harazensis
Labidostomis harazensis es una especie de insecto coleóptero de la familia Chrysomelidae.
Fue descrita científicamente en 1984 por Rapilly.